# Ирано-польские отношения
Ирано-польские отношения — двусторонние дипломатические отношения между Ираном и Польшей.

## История
В 1474 году венецианский купец Амброджо Контарини передал письмо польскому королю Казимиру IV Ягеллончику от султана Ак-Коюнлу Узуна Хасана. В 1500-х годах иранские купцы и торговые караваны вошли в Европу, где наладили торговые контакты с польскими купцами. В 1795 году Иран (известный в то время европейцам под названием «Персия») был одной из двух стран (вместе с Османской империей), которые не признали третий раздел Речи Посполитой между Австрийской империей, Пруссией и Российской империей.
В 1919 году, после окончания Первой мировой войны, Польша вновь обрела независимость. В том же году Иран признал независимость Польши и установил с ней дипломатические отношения. В 1927 году страны подписали Договор о дружбе, а в 1928 году Польша открыла консульство в Тебризе.
1 сентября 1939 года Германский рейх осуществил вторжение в Польшу, что положило начало Второй мировой войне. В 1942 году около 120 000 польских беженцев прибыли в Иран. В общей сложности от 320 000 до миллиона граждан Польши бежали либо были выселены из страны, после Польского похода Красной армии, в том числе поляков переселяли в восточные части Советского Союза (Сибирь). С помощью Армии Андерса приблизительно 120 000 поляков покинули Советский Союз и прибыли в Иран, где они стали ожидать дальнейшего переселения в Австралию, Новую Зеландию, Южно-Африканский Союз, Великобританию, Соединённые Штаты Америки и другие страны.
В Тегеране польские беженцы были размещены в четырех лагерях: в том числе в одном из частных садов иранского шаха, который был преобразован во временный лагерь беженцев и где им была выделена отдельная больница. После окончания Второй мировой войны некоторые граждане Польши даже решили остаться в Иране навсегда, создав семьи с местными жителями. В августе 1945 года Иран и Польская Республика восстановили дипломатические отношения, а в 1962 году они открыли посольства в столицах друг друга.
В сентябре 1966 года шахиншах Мохаммед Реза Пехлеви совершил официальный визит в Польскую Народную Республику. В мае 1968 года председатель государственного совета ПНР Мариан Спыхальский совершил государственный визит в Тегеран. В 1979 году в Иране произошла Исламская революция. С тех пор отношения между Ираном и Польшей не прерывались, между лидерами обеих стран осуществились несколько визитов на высоком уровне.
В феврале 2019 года в Варшаве прошла организованная США и Польшей международная министерская встреча по Ближнему Востоку, вызвавшая негативную реакцию в Тегерана. Глава МИД Ирана Джавад Зариф назвал ее «цирком в Варшаве» и недружественным шагом польской стороны.

## Визиты на высоком уровне
Из Ирана в Польшу
- шахиншах Мохаммед Реза Пехлеви (1966, 1977)
- премьер-министр Амир Аббас Ховейда (1973)
- премьер-министр Мир-Хосейн Мусави (1989)

Из Польши в Иран
- председатель государственного совета ПНР Мариан Спыхальский (1968)
- председатель Совета Министров ПНР Пётр Ярошевич (1974)
- премьер-министр Лешек Миллер (2003)

## Двусторонние соглашения
Между странами подписано несколько двусторонних соглашений, такие как: Договор о дружбе (1927); Соглашение о торговле (1952); Соглашение о дорожном сообщении (1976); Соглашение о взаимной поддержке и защите инвестиций (1998); Соглашение об избежании двойного налогообложения (1998); Соглашение о воздушных перевозках (1999) и Соглашение о сотрудничестве в области охраны окружающей среды (2002).

## Торговля
В 2017 году объём товарооборота между странами составил сумму 230 миллионов долларов США. Экспорт Ирана в Польшу: сырая нефть и нефтепродукты, фрукты, сухофрукты (в основном фисташки и сушеный виноград), пластмассовые изделия, железо и сталь, ковры. Экспорт Польши в Иран: сельскохозяйственная техника, продукты питания, медицинское оборудование и инструменты, стекло и бытовая техника.

## Дипломатические представительства
- Иран имеет посольство в Варшаве[8].
- Польша содержит посольство в Тегеране[9].